# خانه عباس بهشتیان
خانه عباس بهشتیان مربوط به دوره صفوی است و در خیابان جمال الدین عبدالرزاق اصفهانی ـ ضلع شمالی مسجد جامع عتیق کوچه حمام شیخ بهائی واقع شده و این اثر در تاریخ ۲ مرداد ۱۳۶۲ با شمارهٔ ثبت ۱۶۴۱ به‌عنوان یکی از آثار ملی ایران به ثبت رسیده‌است.